# Лайонс (Пенсільванія)
Лайонс (англ. Lyons) — місто (англ. borough) в США, в окрузі Беркс штату Пенсільванія. Населення — 439 осіб (2020).

## Географія
Лайонс розташований за координатами 40°28′50″ пн. ш. 75°45′32″ зх. д. / 40.48056° пн. ш. 75.75889° зх. д. (40.480578, -75.758948).  За даними Бюро перепису населення США в 2010 році місто мало площу 0,92 км², з яких 0,92 км² — суходіл та 0,00 км² — водойми.

## Демографія
Згідно з переписом 2010 року, у селищі мешкало 478 осіб у 201 домогосподарстві у складі 120 родин. Густота населення становила 518 осіб/км².  Було 223 помешкання (242/км²).
Расовий склад населення:
| - 97,3 % — білих - 0,8 % — чорних або афроамериканців - 0,8 % — азіатів |

До двох чи більше рас належало 0,8 %. Частка іспаномовних становила 1,9 % від усіх жителів.
За віковим діапазоном населення розподілялося таким чином: 14,9 % — особи молодші 18 років, 70,2 % — особи у віці 18—64 років, 14,9 % — особи у віці 65 років та старші. Медіана віку мешканця становила 34,0 року. На 100 осіб жіночої статі у селищі припадало 95,1 чоловіків;  на 100 жінок у віці від 18 років та старших — 96,6 чоловіків також старших 18 років.
Середній дохід на одне домашнє господарство  становив 61 840 доларів США (медіана — 46 771), а середній дохід на одну сім'ю — 67 172 долари (медіана — 58 125). За межею бідності перебувало 14,8 % осіб, у тому числі 0,0 % дітей у віці до 18 років та 0,0 % осіб у віці 65 років та старших.
Цивільне працевлаштоване населення становило 275 осіб. Основні галузі зайнятості: освіта, охорона здоров'я та соціальна допомога — 23,3 %, роздрібна торгівля — 22,9 %, виробництво — 16,0 %, мистецтво, розваги та відпочинок — 10,5 %.